# 飯田義弘
飯田 義弘（いいだ よしひろ）は、日本の編集者。漫画雑誌『月刊少年ガンガン』（スクウェア・エニックス）の第二代編集長。株式会社マッグガーデン取締役社長
(2018年5月31日現在)。『月刊コミックブレイド』副編集長を務める。かつては『コミックブレイドMASAMUNE』編集長も務めていた。

## 編集の体制
飯田編集長体制では、まず少年ガンガンが隔週刊から月刊に戻され、誌面を刷新し木下さくら・黒乃奈々絵などの作家が発掘され、彼女たちの「魔探偵ロキ」「新撰組異聞PEACE MAKER」や「スパイラル 〜推理の絆〜」「スターオーシャン セカンドストーリー」などの連載が開始された。これらの作家作品は現在の月刊コミックブレイドと連なるものであり、飯田体制のガンガンは現在のいわゆる「エニックス系」「ガンガン系」というイメージの元になっている。これをガンガン独自の個性として評価される一方でこの方針に対する古参読者からの批判もあった。荒川弘、山崎風愛、大久保篤、MINAMO（現だいらくまさひこ）、椿あすといった後に漫画ファンの注目を集める・雑誌の主要勢力となる作家が発掘されたのもこの頃である。土塚理弘もその独特のギャグセンスを発揮したのは主として飯田体制であった。
飯田体制は、いわゆるエニックスお家騒動の激動の中で終焉する。マッグガーデンによる作家引き抜きに伴い、その末期には「ニューエイジコミックキャンペーン」と銘打つ新連載の大投下が展開され「鋼の錬金術師」「666〜サタン〜」「フラッシュ!奇面組」などの連載が開始された。同期間中である2001年9月発売の増刊『ガンガンパワード』第2号を最後に編集長を降板する。

## 特徴
飯田体制の初期は、編集人と編集長が分けられていた。編集人は保坂嘉弘である。
飯田はカルト的な人気を持つ4コマ漫画「うめぼしの謎」（三笠山出月著。『月刊少年ギャグ王』連載）の初代担当であり、作中にも頻繁に登場している。同書の復刻版によれば元々の夢は映画監督だったという。三笠山からの信頼は厚く、同作の第1巻のカバーには著者近影ならぬ編集者近影として飯田の顔写真が掲載されている他、第2巻（復刻版ではない）は巻頭に1ページを使って「飯田義弘氏に捧ぐ」という欧米の小説に見られる謝辞のようなジョーク文章が掲載された。
その「うめぼしの謎」に掲載された「飯田伝説」に書かれた発言の影響により、21世紀マンガ大賞の授賞式上で曾我あきお（現：五十嵐あぐり）に自己紹介をしたら「ああ、あの暴言はく人」と言われてしまう。
ギャグ王のパーティーの時、ホテルのロビーでギャグ王を持ちながら案内表示していた。これは『うめぼしの謎』は元より、牧野博幸の「勇者カタストロフ!!」でもネタにされた。
上記のようなことから、当時のギャグ王読者にはよく知られた編集者であった。桜井蓮哉の「もけけ日記」第一巻の担当紹介では「ギャグ王読者のあいだでは、知名度NO.1ではなかろうか。」と書かれている。